# Ponzio I di Urgell
Ponzio, Ponç in catalano, Ponce in spagnolo (1216 – 1243), è stato Signore di Cabrera, Visconte di Cabrera e Visconte d'Àger, dal 1228 e conte di Urgell, dal 1236 (pretendente dal 1231) alla sua morte.

## Origine
Come ci conferma sia la Ex gestis comitum Barcinonensium, che la Historia de los condes de Urgel, Tomo I, fu il figlio primogenito del Signore di Cabrera, Visconte di Gerona, Visconte d'Àger e conte usurpatore di Urgell, Guerau IV di Cabrera e di Eilo Perez de Castro ( † dopo il 10 febbraio 1243), che secondo il Nobiliario di Pietro Alfonso, conte di Barcelos, era la figlia di Pedro Fernández de Castro el Castellano, signore della Casa di Castro e della moglie, Maria Sanchez.
Guerau I di Urgell, come ci conferma la Historia de los condes de Urgel, Tomo I, fu il figlio primogenito del Signore di Cabrera, Visconte di Gerona e Visconte d'Àger, Ponzio III di Cabrera e di Marchesa di Urgell, la figlia secondogenita del conte di Urgell, Ermengol VII di Valencia e della moglie, Dolce di Foix ( † 15 febbraio 1209), figlia del conte di Foix, Ruggero III e della moglie, Jimena di Barcellona, figlia del conte di Barcellona Ramon Berenguer III e di Maria Díaz de Vivar (ca. 1081-1105), seconda figlia del Cid Campeador) e della cugina del re di León e Castiglia, Alfonso VI, doña Jimena, figlia del conte di Oviedo e delle Asturie Diego Fernández e della contessa Cristina Fernández (secondo alcuni storici Jimena di Barcellona era la figlia diRamon Berenguer III e di Almodis de Mortain ( † tra il 23 novembre 1111 ed il 3 febbraio 1112, data del matrimonio con Dolce I di Provenza), di cui non si conoscono gli ascendenti.

## Biografia
Dopo la morte, avvenuta dopo il 1220, di Elvira Perez, la madre della Contessa d'Urgell, Aurembiaix, che governava la contea in nome della figlia, suo padre, Guerau, approfittando della minor età del nuovo re di Aragona, Giacomo I, riuscì ad impossessarsi della contea di Urgell.
Dopo che la cugina, Aurembiaix, nel 1228, aveva reclamato la contea presso il re di Aragona, Giacomo I, e, con quest'ultimo, aveva firmato un accordo di concubinaggio che prevedeva, che in mancanza di eredi la contea di Urgell andasse a Giacomo I (il contratto ci viene fornito dalla Historia de los condes de Urgel, Tomo I), il re di Aragona, Giacomo I, intervenne in Urgell, riuscendo a scacciare Guerau dalla contea di Urgell.
Secondo la Historia de los condes de Urgel, Tomo I, Guerau, privato della contea di Urgell e abbandonato da tutti, decidendo di dedicarsi ad una vita religiosa, si ritirò nell'ordine dei Templari, dove passò il resto della sua vita; anche la Ex gestis comitum Barcinonensium, conferma che Guerau entrò nell'ordine dei Templari e vi morì, lasciando erede pretendente alla contea di Urgell, Ponzio, che alla morte della cugina, Aurembiaix, nel settembre del 1231, divenne pretendente della contea di Urgell, che secondo il testamento di Aurembiaix, era stata ereditata dal marito, Pietro del Portogallo.
Dopo che Pietro del Portogallo, sempre nel 1231, secondo il documento cap. 12 della Provas da Historia Genealogica da Casa Real Portugueza, tomo I, aveva consegnato la contea di Urgell al re d'Aragona, Giacomo I, ottenendo in cambio la sovranità sul regno di Maiorca (la Historia de los condes de Urgel, Tomo I, ci riporta il documento del contratto matrimoniale), Ponzio chiese la contea a Giacomo I che però se l'avocò a sé.
Secondo un documento contenuto nella Historia de los condes de Urgel, Tomo I, redatto nel 1235, Giacomo I, concesse a Ponzio, nel 1236, la contea di Urgell, come vassallo del re d'Aragona, tenendosi però le città do Balaguer e Lerida.
Solo nel 1242Giacomo I gli restituì Balguer, come viene confermato anche dalla Historia de los condes de Urgel, Tomo I.
Ponzio, secondo la Historia de los condes de Urgel, Tomo I, morì nel 1243.
Essendogli premorto il primogenito, gli subentrò il figlio secondogenito, Ermengol IX, che morì in quello stesso anno, a cui subentrò il terzogenito, Álvaro

## Matrimoni e discendenza

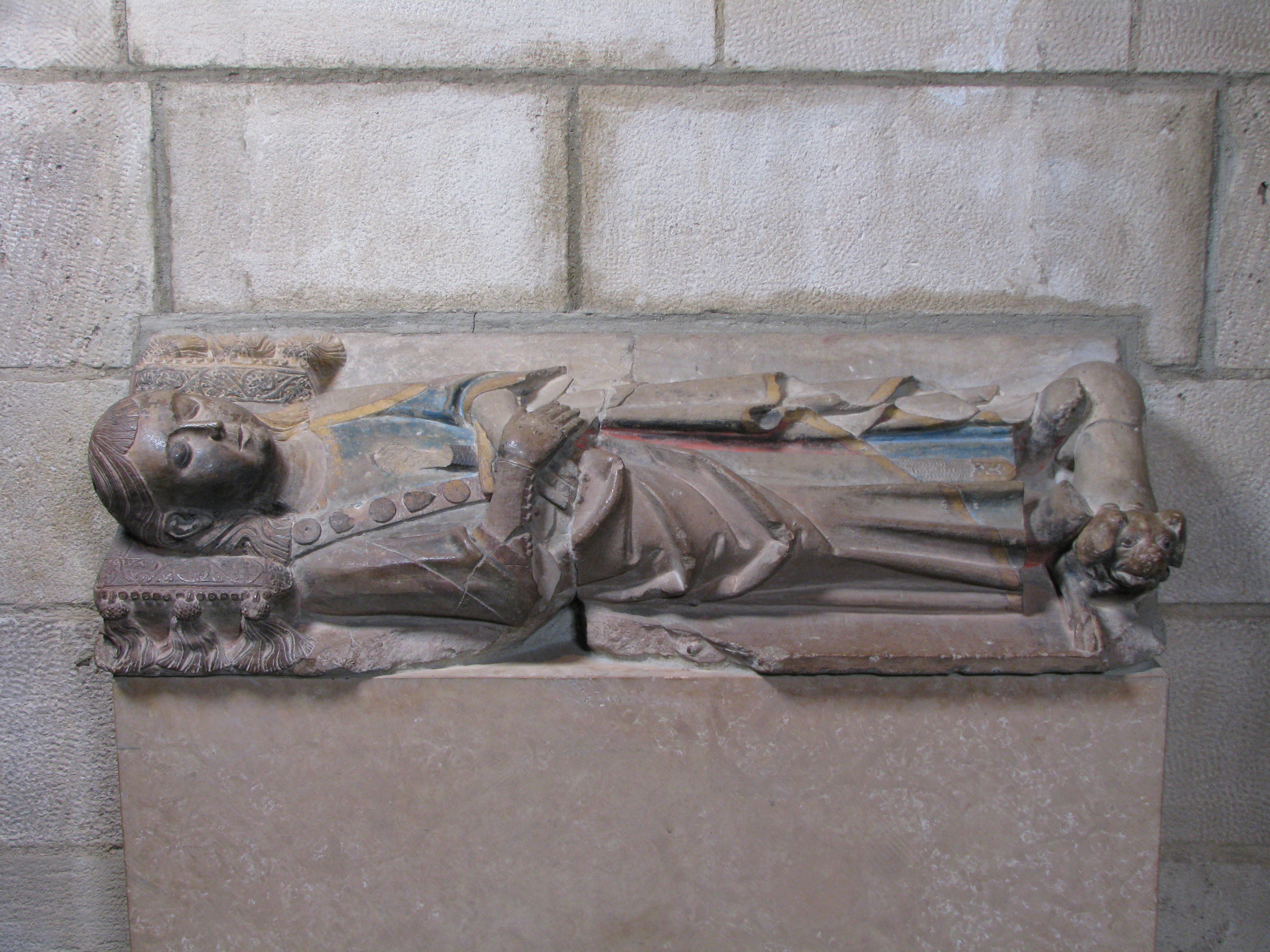
Sepolcro di Ermengol XI, al The Cloisters di New York

Ponzio si sposò in prime nozze con Aurembiaix di Moncada ( † dopo il 1239), figlia di Raimondo di Montcada Signore di Tortosa e della moglie Ramona di Tornamira, da cui non ebbe figli.
Poi, Ponzio, come ci viene confermato dalla Historia de los condes de Urgel, Tomo I, nel 1235, sposò Maria Gonzales Giron, figlia di Gonzalo Rodríguez Girón e della sua seconda moglie, Marchesa Pérez de Villalobos. Ponzio da Maria ebbe sei figli:
- Ponzio ( † prima del 1243), premorì al padre[20]
- Ermengol ( † 1243), conte di Urgell e Visconte d'Àger, che secondo la Historia de los condes de Urgel, Tomo I, fu l'erede di Ponzio, ma morì giovane[19], nello stesso anno del padre[20]
- Eleonora, che sposò Raimondo di Montcada ( † 1290 circa)
- Marchesa, che sposò Guglielmo di Peralta
- Álvaro (1239-1267), conte di Urgell, che secondo la Historia de los condes de Urgel, Tomo I, nacque in Castiglia[21]
- Guerau (1243- dopo il 1271), che secondo la Historia de los condes de Urgel, Tomo I, era il quarto figlio maschio, nato nell'anno in cui il padre morì[19], che ereditò una parte dei beni di Ponzio e che morì senza eredi[22].

### Fonti primarie
- (LA)  Preuves de l'Histoire Générale de Languedoc, tome V.
- (LA)  Rerum Gallicarum et Francicarum Scriptores, tomus XIX.

### Letteratura storiografica
- Rafael Altamira, La Spagna (1031-1248), in «Storia del mondo medievale», vol. V, 1999, pp. 865–896
- (ES)  Historia de los condes de Urgel, Tomo I.
- (EN) Chaytor, H. J. A History of Aragon and Catalonia, su libro.uca.edu.
- (ES) Nobiliario, su books.google.com.br.